# Pops and bangs
Pops and bangs, ook wel crackles genoemd, zijn uit het Engels overgenomen benamingen die knallen uit de uitlaat van een auto beschrijven welke zijn ontstaan door een anti-lagsysteem.
Het anti-lagsysteem komt oorspronkelijk uit de racerij waar het gebruikt werd om de turbo-aangedreven motor op toeren te houden. Na het loslaten van het gaspedaal verliest een turbo normaal gezien zijn druk. Het drukverlies kan verhinderd worden door na het loslaten van het gaspedaal extra brandstof te injecteren en vertraagd te ontbranden. Bij auto's op de openbare weg geeft dit systeem een nauwelijks merkbaar verschil van rijeigenschappen. De reden om toch een anti-lagsysteem te laten installeren in een auto zijn de knallen uit de uitlaat die als bijeffect optreden. Dit ontstaat doordat de extra brandstof die vertraagd ontstoken wordt niet in de cilinders maar in de uitlaat verbrand wordt. In extreme gevallen is het ook mogelijk dat tegelijkertijd steekvlammen uit de uitlaat zichtbaar zijn.

## Software
Bij reguliere auto's wordt geen brandstof meer inspoten zodra het gaspedaal wordt losgelaten. Dit kan echter alsnog worden geprogrammeerd in de motorcomputer van de auto, zodat de brandstof in de uitlaat of in de turbo ontbrandt. Het is toepasbaar op benzineauto's met een turbo, maar bij een standaard uitlaatsysteem zal het weinig effect hebben. Hoe groter de motor en hoe minder begrenzingen in de uitlaat hoe groter het effect.
Bij moderne sportwagens is de software soms reeds voorgeprogrammeerd om 'plofjes' te produceren.

## Schade
Bij het produceren van 'pops and bangs' loopt de temperatuur op in de uitlaat en de turbo, waardoor mogelijk schade kan ontstaan. Ook kan de katalysator schade oplopen als de intensiteit en duur van de knallen hoog is; een sportkatalysator kan dan uitkomst brengen.